# Brníčko (hrad)
Brníčko je zřícenina hradu na kopci (403 m n. m.) nad stejnojmennou obcí Brníčko 7 km východně od Zábřehu. Hrad založili v první polovině 14. stol. páni z Otaslavic (Ctibor Morava, někdy po roce 1287). První zmínka v zemských deskách je z roku 1356. Od roku 1964 je chráněn jako kulturní památka.

## Historie
Původním střediskem panství bylo Dubicko, které od roku 1253 bylo v držení vladyky Benedy z Dubicka, vrchního lovčího pozdějšího krále Přemysla Otakara II. V průběhu 30. let 14. století docházelo k dělení rozsáhlého rodového majetku a zřejmě do té doby spadá i stavba nového rodového sídla v Brníčku a vytvoření brníčského panství ze severní části dosavadní dubické državy. Stavebníkem byl pravděpodobně Benedův pravnuk Ctibor Morava. 
K roku 1356 je hrad poprvé výslovně jmenován v moravských zemských deskách jako majetek pánů z Otaslavic. V roce 1377 bylo Brníčko ve společném vlastnictví bratrů Jimrama a Mikše z Otaslavic a jejich synovce Mikuláše Moravy.
Po Mikulášově smrti připadlo brníčské panství jako odúmrť markraběti Joštovi, jenž roku 1387 tyto majetky (hrad Brníčko s dvorem, městečkem a sedmi vesnicemi) postoupil Bernardu Hechtovi ze Slavoňova. Na počátku 15. století hrad drželi téměř čtyřicet let jeho příbuzní vladykové ze Šumvaldu.  V rušných dobách bratrovražedných bojů mezi markrabaty Joštem a Prokopem se hrad výrazně osvědčil jako vojenská pevnost Joštových přívrženců i jako bezpečný sklad pro kořist z rozličných půtek. Obdobné to bylo i v následujících letech husitských válek.
Na jejich sklonku roku 1434 se objevil nový držitel hradu a panství Jan Tunkl z Drahanovic, který se začal psát z Brníčka. Nový hradní pán byl výrazným příkladem feudála, snažícího se z příhodné situace neklidu a válek vytěžit co nejvíc. Z nezámožného zemana z Krnovska, který přišel na severní Moravu za husitských válek, se během 40 let stal jeden z nejbohatších moravských šlechticů, snažících se malé statky domácí šlechty spojit ve velký majetkový komplex. Tak tomu bylo i u brníčského statku, který se stal za Tunklů součástí rozsáhlého zábřežského panství. Nestalo se tak ihned, protože po Janově smrti roku 1484 oba jeho synové drželi statky sice společně, avšak Jiřík st. Tunkl z Brníčka sídlil na Zábřehu, zatímco Jan mladší Tunkl převzal Brníčko. Oba byli věrnými spojenci krále Jiřího z Poděbrad, a proto se jejich statky staly předmětem nájezdů Matyášových spojenců, především pánů ze Zvole, kterým pomáhala smutně proslulá „černá rota“ Matyášova hejtmana France z Háje. Při jednom z těchto nájezdů, asi roku 1471, byla většina tunklovských sídel, mezi nimi i Brníčko, dobyta a zpustošena. Po Janově smrti vedl správu majetků za nezletilé sirotky jeho bratr Jiřík starší Tunkl z Brníčka. Již za Jiříkova poručnictví přestal hrad plnit svou dosavadní funkci panského sídla. Z Brníčka postupně odvezl na své zábřežské sídlo celý hradní arzenál (především srubnice, houfnice a děla), a v roce 1490 získal celý statek do vlastních rukou. Jeho syn Jindřich pak byl nucen kvůli dluhům rozprodat část rodového majetku a v roce 1510 se majitelem hradu stal Mikuláš Trčka z Lípy.  Brníčko leželo daleko od jejich rodového sídla a hrad postupně chátral. V zemských deskách z roku 1513 je označován jako pustý a  pobořený.
Dalšími majiteli Brníčka se stali páni z Boskovic, kteří hrad vlastnili v letech 1510–1589. Po nich do roku 1621 Žerotínové a nakonec Lichtenštejnové.
Hradní zřícenina se stala jako památník „husitských“ Tunklů z Brníčka místem prvního velkého táboru lidu na severní Moravě v době státoprávních bojů roku 1869, jehož se zúčastnilo na 4 000 lidí z celé severní Moravy.  Za předmnichovské republiky se zde konaly další národní slavnosti, které si zejména v době nástupu nacismu ve třicátých letech minulého století kladly za cíl povzbuzovat české národní vědomí v ohroženém severomoravském pohraničí.
V roce 1945 byl majetek Lichtenštejnů konfiskován a vlastníkem hradní zříceniny se stala obec Brníčko. V roce 1994 bylo provedeno zpevnění zbytků hradeb, jimž hrozilo zřícení, a konzervace jeho dalších částí. V roce 2009 byla z podnětu NPÚ zahájena památková obnova spočívající v odborné konzervaci dochovaných částí objektu a zajištění její stability. Byla také odstraněna okolní vzrostlá zeleň a hrad se znovu stal výraznou krajinnou dominantou. 

## Stavební podoba

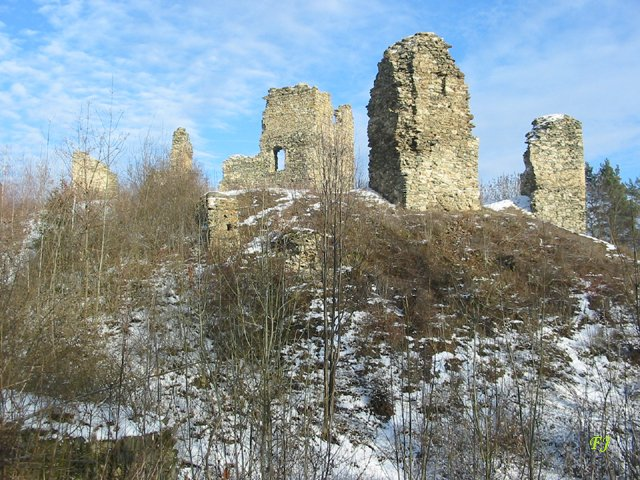
Pohled od jihovýchodu

Věžovitě vybudovaný hradní komplex (oválné jádro hradu, obklopené dvěma pásy příkopů a valů) byl obehnán okružní 2,1 m silnou plášťovou hradební zdí, která byla na jižní straně zesílena masivními hranolovými pilíři a zpevněna několika baštami, jejichž kamenné sloupy jsou podnes dobře viditelné. Vedle hlavní obranné věže – hlásky – stála dvouposchoďová budova hradního paláce s nepravidelně rozmístěnými okny.
Na východní straně byl k plášťové hradbě přistavěn trojprostorový dvoupatrový palác. Ten byl v další fázi prodloužen až k čelní hradbě. Na západní straně jsou zřetelné stopy další budovy nejasného určení. Jádro hradu obklopoval ze tří stran parkán, z něhož byl v severní části proražen do plášťové hradby vstup. K parkánu vedl na západě most přes vnitřní příkop. Na jih od jádra je nevelké předhradí s příkopem v čele, před nímž je masivní dřevohlinitý bolwerk (velká zemní pozdně gotická bašta, nejčastěji polygonální. V podstatě jde o obezděnou plošinu umožňující umístění velkého počtu těžkých děl) se stopami zděných konstrukcí.
Ze tří stran spadají hradní zdi příkře ke vsi pod hradem, na čtvrté – jižní – straně, kde byl hlavní přístup k hradu a kde jsou podnes viditelné opěrné zdi hradní brány, byl hrad spojen úzkou šíjí s protějším kopcem směrem ke vsi Strupšínu. Šíje před hradem byla přerušena příkopem, dnes již zasypaným, ale dosud patrným. Totéž platí o někdejší hradní studni před palácem.